# 誠に僭越ながらファーストアルバムを拵えました…
『誠に僭越ながらファーストアルバムを拵えました…』（まことにせんえつながらファーストアルバムをこしらえました…）は、いきものがかりのインディーズ1作目のスタジオ・アルバム。2003年8月25日にCDで発売。発売元はThunder Snake Record。

## 概要
それまでいきものがかりは、カバー曲を中心に、路上ミュージシャンとして活動していたが、ボーカルの吉岡聖恵が進学した昭和音楽大学短期大学部における厳しい練習からスランプに陥ていたことから一時音楽活動は停滞を余儀なくされていた。2003年3月、吉岡がスランプから立ち直ったのを契機として音楽活動を本格化させることを決意し、以降オリジナル曲を精力的に制作していく。同年6月2日には、厚木市のライブハウス「Thunder Snake ATSUGI」にて、これらオリジナル曲を初めてのワンマンライブで披露した。同年8月25日に、同ライブハウスのホールにてレコーディングしたものを『誠に僭越ながらファーストアルバムを拵えました…』として発売した。
インディーズ時代に発売した3作のアルバムの中で唯一廃盤になっておらず、現在も神奈川県の一部店舗で購入することができる。
本作品に収録された6作のうち、『歌姫』を除く5作は、メジャーデビュー後、リメイクされてメジャーアルバムに収録されている。

## 収録曲
| #         | タイトル            | 作詞・作曲 | 時間  |
| --------- | ------------------- | ---------- | ----- |
| 1.        | 「花は桜 君は美し」 | 水野良樹   | 4:25  |
| 2.        | 「歌姫」            | 水野良樹   | 6:58  |
| 3.        | 「地球」            | 山下穂尊   | 6:29  |
| 4.        | 「秋桜」            | 山下穂尊   | 4:46  |
| 5.        | 「ノスタルジア」    | 水野良樹   | 5:22  |
| 6.        | 「夏・コイ」        | 山下穂尊   | 7:30  |
| 合計時間: | 合計時間:           | 合計時間:  | 35:30 |

## 曲解説
1. 花は桜 君は美し
リアレンジして8thシングルとしてリリース。
インディーズ時代のファーストライブを飾った曲であり、路上ライブでも必ず演奏されてきた曲である[5]。
メジャー版では、歌詞の差し替えや一部削除など大幅なアレンジが施されている。
メジャーデビュー後に撮影されたミュージックビデオはインディーズ時代に路上ライブを行ったことのある桜木町で収録されており、路上ライブをイメージしたものである[6]。
2. 歌姫
本作で唯一メジャー作品未収録（2019年1月現在）。
短調の曲で、切ない恋心を抱く少女が思いの丈を意中の人に歌いかけるという内容の曲である。
3. 地球
5thアルバム『NEWTRAL』にリアレンジ収録。なお、アルバム収録前に横浜スタジアムライブで披露したときの映像が『いきものまつり2011 どなたサマーも楽しみまSHOW!!! 〜横浜スタジアム〜』に収録されている[7]。
曲の読み方は「ちきゅう」ではなく「ほし」である。
4. 秋桜
4thアルバム『ハジマリノウタ』にリアレンジ収録。
5. ノスタルジア
リアレンジして17thシングルとしてリリース。
メジャー版では歌詞の一部が異なっているほか、ラストサビが追加されているため17秒長くなっている。
『超いきものばかり〜てんねん記念メンバーズBESTセレクション〜』初回限定盤付属のボーナスディスクには、歌詞をインディーズのバージョンに戻した「ノスタルジア-Original Lyrics ver.-」が収録されている。ただし曲構成はメジャー版のままのため、完全にインディーズ版の歌詞と同じというわけではない。
インディーズ時代の楽曲でも特に重要な位置にある曲で、路上ライブで人を止めたりするときなどに演奏する「勝負曲」であった[8]。
6. 夏・コイ
1stアルバム『桜咲く街物語』にリアレンジ収録。
水野と山下もボーカルをとっている曲である。
『いきものばかり〜メンバーズBESTセレクション〜』にはメジャー版をさらにリアレンジした「夏・コイ -2010 version-」が収録されており[9]、3バージョン存在することになる。
いきものがかりの曲のなかで最も古い曲であり、ワンマンライブでは必ず演奏されてきた曲である[10]。